# Scott Jacoby
Scott Bennett "Scotty" Jacoby (nascido em 26 de novembro de 1956) é um ator norte-americano.
Ganhou o prêmio Emmy pelo seu papel no telefilme That Certain Summer, de 1972. Também é conhecido por interpretar o papel principal no filme feito para a televisão Bad Ronald, de 1974.
É natural de Chicago, Illinois, Estados Unidos.